# Лесной (Абатский район)
Лесной — посёлок в Абатском районе Тюменской области. Относится к Ленинскому сельскому поселению.

## История
В 1964 году Указом Президиума ВС РСФСР посёлок фермы № 2 совхоза имени Ленина переименован в Лесной.

## Население
| 1989 | 2002 | 2010 |
| ---- | ---- | ---- |
| 141  | ↘89  | ↘39  |